# Baoxin
Baoxin (kinesiska: 包信, 包信镇) är en köping i Kina. Den ligger i provinsen Henan, i den centrala delen av landet, omkring 270 kilometer sydost om provinshuvudstaden Zhengzhou. Antalet invånare är 41 942. Befolkningen består av 20 673 kvinnor och 21 269 män. Barn under 15 år utgör 21,0 %, vuxna 15-64 år 68 %, och äldre över 65 år 9,0 %.
Genomsnittlig årsnederbörd är 1 111 millimeter. Den regnigaste månaden är september, med i genomsnitt 197 mm nederbörd, och den torraste är januari, med 18 mm nederbörd.